# Yuri Shevtsov
Yuri Anatolevich Shevtsov (em russo:  Юрий Анатольевич Шевцов,; Minsk, 16 de dezembro de 1959) é um ex-handebolista e treinador bielorrusso, campeão olímpico.